# Константинович, Нинослав
Нинослав Константинович (серб. Нинослав Константиновић / Ninoslav Konstantinović, родился 22 марта 1978 года) — сербский преступник, гангстер.

## Биография
Уроженец Белграда. Деятель Земунской преступной группировки (Земунского клана) с момента его образования, считался одним из самых влиятельных бандитов. Со слов его бывших сообщников, под влиянием Константиновича находился белградский квартал Карабурма, также он занимался ввозом героина из Болгарии, Турции и Афганистана.
Константинич известен как один из участников покушения на премьер-министра Зорана Джинджича: он обыскивал дом на Бирчаниновой улице на против дома правительства как потенциальную позицию для выстрела в Джинджича, а также дом на улице адмирала Гепрата. В день убийства (12 марта 2003 года) находился в здании завода фотограмметрии, со второго этажа которого Звездан Йованович совершил роковые выстрелы из снайперской винтовки в Джинджича. Считается, что именно Константинович закопал винтовку на стройке.
6 декабря 2003 года поступило сообщение, что в Роттердаме были задержаны Нинослав Константинович и его брат Сладжан, однако Министерство внутренних дел Сербии, сверив отпечатки пальцев задержанного ими человека и подозреваемого Константиновича, объявило, что в Роттердаме был задержан двойник Нинослава, а не сам Нинослав. Нинослав же был заочно приговорён 23 мая 2007 года судом Белграда к 35 годам лишения свободы за серию убийств.
В настоящее время Константинович находится в розыске, о его судьбе неизвестно ничего. В разное время сообщалось, что он скрывается в Болгарии или даже находится под защитой МВД Сербии. В 2010 году был арестован Сретко Калинич, который заявил, что убил двух участников покушения на Джинджича — Нинослава Константиновича и Милана Юришича, причём труп Константиновича был закопан в реку. Полиция обыскала место предполагаемого убийства, но ничего не нашла.
Брат Нинослава Сладжан арестовывался несколько раз за разные преступления. Последний раз он был арестован 30 декабря 2013 года по обвинению в убийстве своего знакомого Владимира Лукича, болельщика ФК «Рад» в кафе «Пензия». Согласно данным следствия, Сладжан выстрелил в Лукича пять раз из пистолета; поводом для убийства стала ссора, которая вспыхнула между ними некоторое время назад и закончилась тем, что Лукич несколько раз ударил ножом Сладжана.